# Campeonato Europeo de Curling Masculino de 2005
El XXXI Campeonato Europeo de Curling Masculino se celebró en Garmisch-Partenkirchen (Alemania) entre el 9 y el 17 de diciembre de 2005 bajo la organización de la Federación Mundial de Curling (WCF) y la Federación Alemana de Curling.
Las competiciones se realizaron en el Estadio Olímpico de la ciudad alemana.

## Tabla de posiciones
| Pos | Equipo             | G | P | G–P |
| --- | ------------------ | - | - | --- |
| 1   | Escocia            | 8 | 1 | 1–0 |
| 2   | Suecia             | 8 | 1 | 0–1 |
| 3   | Suiza              | 6 | 3 | –   |
| 4   | Noruega            | 5 | 4 | 1–0 |
| 5   | Alemania           | 5 | 4 | 0–1 |
| 6   | Dinamarca          | 4 | 5 | 1–0 |
| 7   | Bandera de Irlanda | 4 | 5 | 0–1 |
| 8   | Finlandia          | 3 | 6 | –   |
| 9   | Italia             | 1 | 8 | 1–0 |
| 10  | Rusia              | 1 | 0 | 0–1 |

## Cuadro final
|  | Semifinales | Semifinales |   |         | Final        | Final |  |
|  |             |             |   |         |              |       |  |
|  |             |             |   |         |              |       |  |
|  | Escocia     | 4           |   |         |              |       |  |
|  | Noruega     | 7           |   |         |              |       |  |
|  |             |             |   |         |              |       |  |
|  |             |             |   |         |              |       |  |
|  |             |             |   |         | Noruega      | 9     |  |
|  |             | Suecia      | 4 |         |              |       |  |
|  |             |             |   |         |              |       |  |
|  |             |             |   |         |              |       |  |
|  |             |             |   |         | Tercer lugar |       |  |
|  |             |             |   |         |              |       |  |
|  | Suecia      | 8           |   | Escocia | 7            |       |  |
|  | Suiza       | 5           |   |         | Suiza        | 5     |  |

## Medallistas
| Evento | Oro                                                                                              | Plata                                                                                   | Bronce                                                                     |
| ------ | ------------------------------------------------------------------------------------------------ | --------------------------------------------------------------------------------------- | -------------------------------------------------------------------------- |
| Equipo | Noruega · Pål Trulsen · Lars Vågberg · Flemming Davanger · Bent Ånund Ramsfjell · Torger Nergård | Suecia · Peter Lindholm · Tomas Nordin · Magnus Swartling · Peter Narup · Anders Kraupp | Escocia David Murdoch Craig Wilson Ewan MacDonald Euan Byers Warwick Smith |